# Verbascum dobrogense
Verbascum dobrogense är en flenörtsväxtart som beskrevs av Iuliu Prodan. Verbascum dobrogense ingår i släktet kungsljus, och familjen flenörtsväxter. Inga underarter finns listade i Catalogue of Life.